# 帕米尔羊茅
帕米尔羊茅（学名：Festuca alaica），为禾本科羊茅属下的一个植物种。